# Mary Anne Disraeli

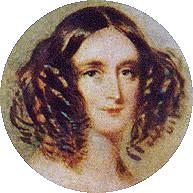
Lady Beaconsfield.

Mary Anne Disraeli, 1.ª Viscondessa Beaconsfield (nascida Mary Anne Evans; 11 de novembro de 1792 - 15 de dezembro de 1872) foi uma socialite britânica, a esposa do primeiro-ministro Benjamin Disraeli.

## Biografia
Nascida em Tongwynlais, Cardiff, a única filha do comandante John Viney-Evans e de sua esposa Eleanor Scrope-Viney. Mary casou em primeiro lugar com Wyndham Lewis, MP (1780-1838). No ano seguinte a morte de Lewis se casou com Benjamin Disraeli. Após a morte do marido a Rainha Vitória concedeu o título de Viscondessa Beaconsfield, de Beaconsfield, no Condado de Buckingham.

## Estilos de endereço e braços

### Estilos de endereço
- 1792-1816: Mary Anne Evans
- 1816-1838: Sra. Mary Anne Lewis
- 1838-1839: Mary Anne Evans
- 1839-1868: Sra. Mary Anne Disraeli
- 1868-1872: A Muito honorável A Viscondessa Beaconsfield

Obs:Lady Beaconsfield mantém seu título jure suo, como a rainha Vitíria queria enobrecer seu marido, mas ele queria permanecer na Câmara dos Comuns. Em vez disso, ela recebeu o título de  Viscondessa Beaconsfield.